# Chhorambu
Chhorambu (nep. छोरम्बु) – gaun wikas samiti we wschodniej części Nepalu w strefie Sagarmatha w dystrykcie Khotang. Według nepalskiego spisu powszechnego z 2001 roku liczył on 498 gospodarstw domowych i 2537 mieszkańców (1277 kobiet i 1260 mężczyzn).